# Ricardo de León
Ricardo de León (* 23. September 1923 in Trinidad; † 14. Februar 2010 in Montevideo) war ein uruguayischer Fußballspieler und -trainer.

## Spielerkarriere

### Verein
José Ricardo de León Aroztegui begann seine Fußballkarriere 1942 in den Reservemannschaften von Nacional Montevideo. 1944 erhielt er seinen ersten Profivertrag bei Liverpool Montevideo und setzte seine aktive Karriere später in Venezuela fort. Auch spielte er für den venezolanischen Verein Litoral Sport. 1951 stand er bei América unter Vertrag.

### Nationalmannschaft
De León gehörte auch der uruguayischen A-Nationalmannschaft 1950 als Ersatz-Mittelstürmer an und befand sich im erweiterten Kreis derer, die für die Weltmeisterschaft 1950 nominiert wurden.

## Trainertätigkeit
De León begann seine Trainerlaufbahn 1961 beim uruguayischen Klub Fénix. Es folgte eine von 1962 bis 1965 währende Phase bei seinem vormaligen Verein Nacional als Assistenztrainer. In den Jahren 1969 bzw. von 1971 bis 1973 ist ein Engagement als Auswahltrainer der Departamento-Mannschaften von Florida und Soriano verzeichnet. 1974 trainierte er erstmals Defensor. 1975 wurde er vom mexikanischen Erstligisten Atlético Español verpflichtet, mit dem er auf Anhieb Vizemeister wurde. Noch im selben Jahr schloss er sich Deportivo Toluca an und gewann mit  dem Verein die mexikanische Meisterschaft. Es folgte eine Trainerstation beim argentinischen Verein Rosario Central.
Anschließend ging er in sein Heimatland zurück und übernahm erneut Defensor, mit dem er durch seine exzellente Defensivtaktik den uruguayischen Meistertitel des Jahres 1976 gewann. Es war der erste Titel der 1932 eingeführten Profiliga Uruguays, der nicht von einem der beiden bis dahin übermächtigen Rivalen Nacional oder Peñarol gewonnen wurde. De León revolutionierte dabei in gewisser Weise den uruguayischen Fußball, übernahm Strategien aus dem Basketball und übertrug sie auf das Fußballspiel. Er schuf durch Blockbildung ein sogenanntes „Pressing mit linearer Verteidigung“.
1980 verließ er Defensor in Richtung Olimpia. Sein Nachfolger wurde Baudilio Jáuregui.
1981 trainierte er Deportes Tolima, 1983 war er Übungsleiter bei Unión Magdalena. 1984 kehrte er abermals auf den Trainerstuhl bei Defensor zurück.

### Erfolge als Trainer
- Mexikanischer Meister: 1974/75 (mit Toluca)
- Uruguayischer Meister: 1976 (mit Defensor)

## Sonstiges
De León war auch Autor einer Biographie.